# تصميم احتمالي
التصميم الاحتمالي هو أحد التخصصات ضمن علم التصميم الهندسي. ويتعامل هذا التخصص بشكل أساسي مع دراسة آثار المتغيرية العشوائية على أداء النظام الهندسي خلال مرحلة التصميم. وعادة، ما ترتبط هذه الآثار بكل من الجودة والموثوقية. وهكذا، فإن التصميم الاحتمالي يمثل إحدى الأدوات التي تستخدم في المقام الأول في المجالات المعنية بالجودة والموثوقية، مثل تصميم المنتج، ومراقبة الجودة، وهندسة النظم، وتصميم الآلة، والهندسة المدنية (فضلاً عن فائدته في تصميم الوضع الحدي على وجه الخصوص) والتصنيع. ويختلف هذا النوع عن النهج التقليدي للتصميم بافتراض وجود احتمالية ضئيلة للخطأ بدلاً من استخدام معامل الأمان.

## منظور المصمم
عند استخدام النهج الاحتمالي في التصميم، يتوقف المصمم عن التفكير في كل متغير بوصفه قيمة أو رقمًا مفردًا. ولكنه بالأحرى، يرى كل متغير بوصفه [توزيعًا احتماليًا]. ومن هذا المنظور، يتنبأ التصميم الاحتمالي بتدفق الاحتمالية (أو التوزيع) خلال نظام ما. ومن خلال أخذ هذا التدفق في الاعتبار، يتمكن المصمم من إدخال التعديلات اللازمة لتقليل تدفق الاحتمالية العشوائية، وتحسين الجودة. ويؤكد مؤيدو هذا النهج على إمكانية التنبؤ بالعديد من مشكلات الجودة وتصحيحها خلال مراحل التصميم الأولى، وتقليل التكلفة بشكل كبير.

## أهداف التصميم الاحتمالي
بوجه عام، يتمثل الهدف من التصميم الاحتمالي في التعرف على التصميم الذي سيعرض أقل الآثار المترتبة على الاحتمالية العشوائية. وقد يكون هذا هو خيار التصميم الأفضل من بين عدة خيارات تصميم مختلفة، بل إنه قد يكون خيار التصميم الوحيد المتوفر، ولكن مع مزيج أمثل من متغيرات ومعلمات الدخل. وفي بعض الأحيان، يشار إلى هذا النهج الثاني بوصفه تصميم معلمات قوي، أو تصميم ستة سيجما

## الطرق المستخدمة
يركز التصميم الاحتمالي، بشكل أساسي، على التنبؤ بآثار المتغيرات العشوائية. وتتضمن بعض الطرق المستخدمة للتنبؤ بالمتغيرات العشوائية لمخرج ما:
- طريقة مونت كارلو (تتضمن المكعبات الرباعية اللاتينية)
- انتشار الخطأ
- تصميم التجارب (DOE)
- طريقة اللحظات
- التداخل الإحصائي

## وصلات خارجية
- Probabilistic design
- Non Deterministic Approaches in Engineering

## الحواشي
1. ↑  See Probabilistic mechanical design by Haugen in the references